# Trépail
Trépail település Franciaországban, Marne megyében. Lakosainak száma 434 fő (2022. január 1.). Trépail Villers-Marmery, Ambonnay, Billy-le-Grand, Vaudemange és Verzy községekkel határos.

## Népesség
A település népessége az elmúlt években az alábbi módon változott:
| Lakosok száma | 521  | 463  | 435  | 445  | 426  | 432  | 431  | 436  | 440  | 434  |
|               | 1968 | 1982 | 1990 | 2006 | 2013 | 2015 | 2017 | 2019 | 2020 | 2022 |